# Santa Maria de Lliors
Santa Maria de Lliors és una església romànica d'Arbúcies (Selva) inclosa a l'Inventari del Patrimoni Arquitectònic de Catalunya.

## Descripció
Santa Maria de Lliors es troba sota el coll de Sant Marçal, prop de la confluència de la riera de Lliors amb la riera d'Arbúcies. Va ser totalment refeta els segles XVII i XVIII tal com indica una de les dovelles de l'entrada principal (1709). Està situada a tocar la gran masoveria del Crous.
L'església actual és d'una nau rectangular amb absis carrat, coberta a dues vessants amb cornisa catalana i ràfec de dues filades. Presenta l'entrada d'arc de mig punt adovellat a la façana sud i per damunt es conserven les restes d'un rellotge de sol en força mal estat.
Té un campanar d'espadanya de dos ulls, sense campanes.
A ponent tenia adossat un petit cementiri, avui desaparegut, i on fins fa poc encara es conservava l'antic portal de ferro i la tanca de mur de pedra.

## Història
Santa Maria de Lliors és una antiga església parroquial sufragània de la de Sant Quirze d'Arbúcies. Al 923 s'esmenta l'església de Santa Maria. L'any 1074 apareix aquesta parròquia en una donació a favor de l'església de Vic. La Pabordia del Gener de la Seu de Vic fou l'administradora de les possessions d'aquest alou. L'església fou cedida al 1162 al monestir de Breda, amb les confirmacions posteriors per butlles papals de 1185 i 1246.
Al segle xiii el nucli de Lliors era format pel mas Crous, el mas Aulet, el mas Església, el mas Riera i la casa d'Andreu Vilar.
El 1383 no tenia culte diari, només els diumenges, i l'any 1420 s'hi celebrava cada quinze dies. Lliors deixà de tenir un rector propi el 1606.
Els senyors del castell de Les Agudes - Miravalls administraven bona part de la parròquia de Lliors, en extingir-se la família aquest petit territori passà a mans dels Cabrera que en tenien la jurisdicció. Els feudataris foren la família de Santa Eugènia.
Els delmes de la parròquia eren posseïts, la meitat pels Cabrera i l'altre meitat pels Palau (després Dosrius- Cartellà).
Se celebra la seva festa el dia 8 de setembre, Nativitat de la Mare de Déu.